# RGBW

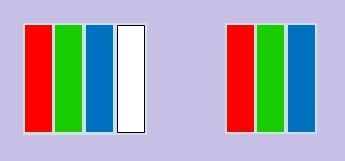
Використання субпікселів для RGBW і RGB типів матриць екранів

RGBW (аббр. від англ. Red, Green, Blue, White — червоний, зелений, синій, білий)  — структура розміщення субпікселів для матриць дисплеїв в основі якої лежить звичайна колірна модель RGB. Головною віддмінністю є використання додакового субпікселя з білим кольором. Такий тип синтезу дозволяє більш ефективно формувати яскраві кольори. Якщо при використовуванні звичайних матриць з RGB-моделлю для збільшення яскравості необхідно підвищувати яскравість всіх трьох субпікселів, то у випадку з RGBW необхідної яскравості можна досягнути лише змінивши насиченість білого субпікселя. Основною перевагою даної технології є більш ефективне викристання енергії. Патент на алгоритм розкладання RGB до RGBW належить Samsung Electronics. Така технологія досить важлива в мобільних пристроях, де ресурс елементів живлення обмежений, і тривалість роботи пристрою від одного заряду залежить від яскравості і тривалості роботи екрану.